# STX EU Enlarge 15
El Stoxx EU Enlarged 15 (en español: Stoxx UE Ampliado 15) es un índice bursátil compuesto de 15 empresas basadas en paíes que se incorporaron a la Unión Europea el 1 de mayo de 2004 (Chipre, Estonia, Hungría, República Checa, Letonia, Lituania, Malta, Polonia, Eslovaquia y Eslovenia).

## Composición
A 28 de junio de 2011, el STOXX EU Enlarged 15 se compone de los títulos siguientes:
| Símbolo  | Empresa                                  | País            | Sector             |
| -------- | ---------------------------------------- | --------------- | ------------------ |
| BOC GA   | Bank of Cyprus                           | Chipre          | Finanzas           |
| PEO PW   | Bank Pekao SA                            | Polonia         | Finanzas           |
| CEZ CD   | ČEZ                                      | República Checa | Servicio público   |
| KGH PW   | KGHM Polska Miedź                        | Polonia         | Materiales         |
| KOMB CD  | Komerční banka                           | República Checa | Finanzas           |
| KRKG SV  | Krka                                     | Eslovenia       | Salud              |
| MTEL HB  | Magyar Telekom                           | Hungría         | Telecomunicaciones |
| MOL HB   | MOL                                      | Hungría         | Energía            |
| OTP HB   | OTP Bank                                 | Hungría         | Finanzas           |
| PGE PW   | Polska Grupa Energetyczna                | Polonia         | Servicio público   |
| PGN PW   | Polskie Gornictwo Naftowe i Gazownictwo  | Polonia         | Energía            |
| PKO PW   | Powszechna Kasa Oszczednosci Bank Polski | Polonia         | Finanzas           |
| RICHT HB | Richter Gedeon Nyrt.                     | Hungría         | Salud              |
| SPTT CD  | Telefónica O2 Czech Republic             | República Checa | Telecomunicaciones |
| TPS PW   | Telekomunikacja Polska                   | Polonia         | Telecomunicaciones |